# Leiopotherapon plumbeus
Leiopotherapon plumbeus är en fiskart som först beskrevs av Kner, 1864.  Leiopotherapon plumbeus ingår i släktet Leiopotherapon och familjen Terapontidae. Inga underarter finns listade i Catalogue of Life.